# Лаферте-Сентер, Анри-Франсуа де
Герцог Анри-Франсуа де Лаферте-Сентер (Сен-Нектер) (фр. Henri-François de La Ferté-Senneterre (Saint-Nectaire); 23 января 1657 — 1 августа 1703, Париж), пэр Франции — французский генерал.

## Биография
Сын герцога Анри II де Лаферте-Сентера, маршала Франции, и Мадлен д'Анжен.
Первоначально носил титул маркиза де Лаферте. 10 августа 1671 отец передал ему свой пехотный полк. В 1672 году участвовал во всех осадах, которыми Людовик XIV руководил лично, в 1673-м воевал в Германии под командованием маршала Тюренна. В марте 1674 был назначен наследником принадлежавшей его отцу должности губернатора областей Меца и Вердена и отдельно города и цитадели Меца, Вика и Муайянвика. В кампанию того года под началом Тюренна сражался в битвах при Зинсхайме, Энцхайме и Мюльхаузене, в 1675-м при Туркхайме, а после гибели Тюренна при Альтенхайме. Внес вклад в деблокирование Хагенау и Саверна.
Бригадир (24.02.1676), сражался при Кокесберге под началом герцога де Люксембурга, в 1677 году служил в армии маршала Креки, участвовал в военных действиях против Карла Лотарингского, подчинении принца Саксен-Эйзенахского и осаде Фрайбурга, во время которой был ранен.
После того как отец отказался в его пользу от титулов герцога и пэра Анри-Франсуа 8 января 1678 принес присягу в парламенте. В кампанию того года командовал отрядом из 1200 гренадер при осаде Гента, участвовал в атаке Рейнфельдского моста и ретраншементов Зеккингена, разгроме неприятеля в Кинцском проходе, взятии Келя и замка Лихтенберг.
В 1684 году участвовал в осаде Люксембурга. В феврале 1686 сложил командование полком, оставил службу и уехал в Венецию.
В 1690 году, узнав об угрозе Казале, покинул Венецию и отправился на помощь этой крепости, а затем присоединился к войскам маршала Катина, осаждавшего Сузу. В 1691-м служил бригадиром в Пьемонтской армии, быд ранен при взрыве бомбы во время осады Вильфранша, был при сдаче Вейяно, осаде и взятии Карманьолы и Монмельянского замка.
Кампмаршал (2.05.1692), продолжил службу в Пьемонтской армии, перешедшей к обороне, а в 1693—1695 годах служил в Германской армии, участвовал в осаде Гейдельберга (1693). Генерал-лейтенант (3.01.1696), кампании 1696 и 1697 годов провел на Рейне, где французы держались в обороне.
Умер в Париже, был погребен в монастыре миноритов в Нижоне (ныне квартал Шайо).

## Семья
Жена (18.03.1675): Мари-Габриель-Анжелика де Ламот (ум. 29.04.1726), дочь Филиппа де Ламот-Уданкура, герцога де Кардоны, и Луизы де При, воспитательница королевских детей
Дети:
- Анн-Шарлотта-Мари (6.11.1676—31.03.1713). Муж (16.01.1689): Гастон-Жан-Батист де Леви (ум. 1697), маркиз де Мирпуа
- Франсуаза-Шарлотта (1679—4.11.1745), мадемуазель де Менету, клавесинистка и композитор. Муж (28.07.1698): Франсуа-Габриель Тибо (1637—1721), маркиз де Лакарт, губернатор Жуанвиля, капитан гвардии герцога Орлеанского. Принял титул маркиза де Лаферте, владения, доставшегося ему от жены
- N (ум. 1694)